# Karine Gilanyan
Karine Gilanyan (armenisch Կարինե Գիլանյան, Karine Gilanjan; geboren 27. Oktober 1981 in Jerewan, Armenische SSR, Sowjetunion) ist eine armenische Pianistin.

## Leben
Gilanyan wurde in einer Musikerfamilie geboren. Von 1987 bis 1998 lernte sie in der Klasse von N. Agoronjan an der „Tschaikowski“-Musikfachschule für begabte Kinder der Stadt Jerewan. Im selben Jahr wurde sie am Jerewaner Staatskonservatorium „Komitas“ immatrikuliert. Sie studierte in der Klasse von Igor Jawrjan. Karine Gilanyan verteidigte mit Auszeichnung den Magistertitel und wurde von der Kommission in das Konzertexam empfohlen, wo sie 2005 ein Diplom als Solistin erhielt. 2004 setzte die Pianistin das Studium an der Lübecker Musikhochschule in der Klasse von James Tocco fort. Dort war sie DAAD-Stipendiatin.
In ihren Studienjahren nahm Gilanyan an Meisterkursen teil bei Mattias Weber, Volker Banfield, Jeremy Menuhin, Ilana Vered, Eitan Globerson und Michael Lewin; Ensemble: Maria Egelhof, Rainer Moog, Marie Hallyng und Gustav Rivinius; Liedbegleitung: Wolfram Rieger und Inge-Susanne Römhild.
Gilanyan wurde 1995 Diplomatin des Nationalen Wettbewerb für junge Talente „Amadeus“. 2010 erhielt sie das Diplom im Internationalen Wettbewerb „Chopin-Roma“ Italien. Sie hatte Auftritte auf den Festivals „Sommerkampus Rostok“ (Deutschland), „Pablo Casals Festival“ (Prades, Frankreich), „Musicfest Perugia“ (Italien), „Moderne Musik Festival“ (Jerewan, Armenien) und „Monbijou Festival“ (Berlin, Deutschland).
Die Bandbreite der von ihr angebotenen Stile geht von Bach bis György Ligeti und schließt Werke der klassischen Komponisten, der Romantiker und der Impressionisten ein. In Armenien fanden Uraufführungen einiger Werke von A. Schnittke, Görgy Ligeti und der modernen armenischen Komponisten statt. Sie trat als Solistin und Ensemblemitglied in Armenien, Ungarn, Italien, Frankreich und Deutschland auf. Karine Gilanyan hatte Auftritte mit dem Kammerorchester „Solisti di Perugia“ und dem Philharmonischen Orchester Armeniens.
Karine Gilanyan war tätig als Korrepetitorin und Klavierlehrerin in Institutionen wie dem Jerewaner Konservatorium Komitas, Neue Musikschule Bernau, Staatliche Ballettschule Berlin und der Musikhochschule „Hanns Eisler“ Berlin. Seit Oktober 2011 hat sie einen Lehrauftrag an der Musikhochschule „Hanns Eisler“ Berlin.
Im März 2012 erhielt sie eine Auszeichnung der Republik Armenien für ihre Verdienste um die Förderung klassischer armenischer Musik im Ausland, die Komitas-Medaille.